# تپه بزرگ مقصود
تپه بزرگ مقصود مربوط به هزاره دوم قبل از میلاد است و در شهرستان مرودشت، روستای مقصودآباد واقع شده و این اثر در تاریخ ۲۸ تیر ۱۳۵۵ با شمارهٔ ثبت ۱۲۶۳ به‌عنوان یکی از آثار ملی ایران به ثبت رسیده است.